# Уличная кошка
«Уличная кошка» (англ. Alley Cat) — американский боевик 1984 года, срежиссированный Виктором M. Ордонез, Эдуардо Палмос, и Аль Валлетта (под коллективным псевдонимом Edward Victor) и имеющий в ролях Карин Мани и Роберт Торти. Мани снята как молодой эксперт в боевых искусствах, которая восстаёт виджилантом-одиночкой против местной уличной банды.

## В ролях
- Карин Мани в роли Билли
- Роберт Торти в роли Джонни
- Майкл Вейн в роли Лица-со-шрамом
- Джон Грин в роли Бойля
- Джей Фишер в роли Чарльза Кларка
- Claudia Decea в роли Роуз
- Тим Катт в роли Томаса Вернона
- Джей Уокер в роли Судьи Тэйлора
- Мориа Шэннон в роли Сэма
- Марла Стоун в роли Карен Страйд
- Тони Оливер в роли Боба Мертела

## Критика
DVD Talk выставил фильму 3 из 5.